# Горњи Дубич
Горњи Дубич је насеље у Србији у општини Трстеник у Расинском округу. Према попису из 2022. било је 50 становника (према попису из 1991. било је 149 становника).
Овде се налази Запис Спасојевића крушка (Горњи Дубич) .

## Историја
До Другог српског устанка Горњи Дубич (тада Горњи Дубић) се налазио у саставу Османског царства. Након Другог српског устанка Горњи Дубич улази у састав Кнежевине Србије и административно је припадао Јагодинској нахији и Левачкој кнежини све до 1834. године када је Србија подељена на сердарства.

## Демографија
У насељу Горњи Дубич живи 94 пунолетна становника, а просечна старост становништва износи 48,1 година (44,0 код мушкараца и 51,8 код жена). У насељу има 35 домаћинстава, а просечан број чланова по домаћинству је 3,11.
Ово насеље је великим делом насељено Србима (према попису из 2002. године), а у последња три пописа, примећен је пад у броју становника.
|  |

| Демографија | Демографија | Демографија |
| Година      | Становника  | Становника  |
| ----------- | ----------- | ----------- |
| 1948.       | 313         |             |
| 1953.       | 296         |             |
| 1961.       | 287         |             |
| 1971.       | 212         |             |
| 1981.       | 199         |             |
| 1991.       | 149         | 137         |
| 2002.       | 109         | 125         |

| Етнички састав према попису из 2002.‍ | Етнички састав према попису из 2002.‍ | Етнички састав према попису из 2002.‍ | Етнички састав према попису из 2002.‍ | Етнички састав према попису из 2002.‍ |
| ------------------------------------ | ------------------------------------ | ------------------------------------ | ------------------------------------ | ------------------------------------ |
|                                      |                                      |                                      |                                      |                                      |
| Срби                                 | Срби                                 |                                      | 108                                  | 99,08%                               |
| Црногорци                            | Црногорци                            |                                      | 1                                    | 0,91%                                |
| непознато                            | непознато                            |                                      | 0                                    | 0,0%                                 |

| Горњи Дубич у пописима Јагодинске нахије — од 1818. до 1829.                      |       |       |       |       |       |       |          |       |       |       |       |       |
| Година пописа                                                                     | 1818. | 1819. | 1820. | 1821. | 1822. | 1823. | 1824/25. | 1825. | 1826. | 1827. | 1828. | 1829. |
| Куће                                                                              | 9     | 10    | 9     | 9     | 9     | 8     | 9        | 9     | 10    | 11    | 11    | 11    |
| Пореске главе*                                                                    | -     | 16    | 15    | 14    | 15    | 15    | 18       | 17    | 16    | 16    | 17    | 18    |
| Арачке главе**                                                                    | 25    | 31    | 29    | 30    | 28    | 29    | 29       | 29    | 28    | 31    | 33    | 34    |
| *Пореске главе = Ожењени мушкарци \| ** Арачке главе = Мушкарци од 7 до 70 година |       |       |       |       |       |       |          |       |       |       |       |       |

| Година пописа     | 1948. | 1953. | 1961. | 1971. | 1981. | 1991. | 2002. |
| ----------------- | ----- | ----- | ----- | ----- | ----- | ----- | ----- |
| Број домаћинстава | 56    | 58    | 66    | 57    | 50    | 42    | 35    |

| Број чланова      | 1 | 2  | 3 | 4 | 5 | 6 | 7 | 8 | 9 | 10 и више | Просек |
| ----------------- | - | -- | - | - | - | - | - | - | - | --------- | ------ |
| Број домаћинстава | 8 | 10 | 4 | 4 | 5 | 3 | 0 | 0 | 0 | 1         | 3,11   |

| Пол    | Укупно | Неожењен/Неудата | Ожењен/Удата | Удовац/Удовица | Разведен/Разведена | Непознато |
| ------ | ------ | ---------------- | ------------ | -------------- | ------------------ | --------- |
| Мушки  | 49     | 15               | 30           | 4              | 0                  | 0         |
| Женски | 49     | 2                | 30           | 16             | 1                  | 0         |
| УКУПНО | 98     | 17               | 60           | 20             | 1                  | 0         |

| Пол    | Укупно                    | Пољопривреда, лов и шумарство | Рибарство                            | Вађење руде и камена | Прерађивачка индустрија       |
| ------ | ------------------------- | ----------------------------- | ------------------------------------ | -------------------- | ----------------------------- |
| Мушки  | 32                        | 22                            | 0                                    | 0                    | 4                             |
| Женски | 25                        | 23                            | 0                                    | 0                    | 1                             |
| УКУПНО | 57                        | 45                            | 0                                    | 0                    | 5                             |
| Пол    | Производња и снабдевање   | Грађевинарство                | Трговина                             | Хотели и ресторани   | Саобраћај, складиштење и везе |
| Мушки  | 3                         | 0                             | 1                                    | 0                    | 0                             |
| Женски | 0                         | 0                             | 0                                    | 0                    | 0                             |
| УКУПНО | 3                         | 0                             | 1                                    | 0                    | 0                             |
| Пол    | Финансијско посредовање   | Некретнине                    | Државна управа и одбрана             | Образовање           | Здравствени и социјални рад   |
| Мушки  | 0                         | 1                             | 1                                    | 0                    | 0                             |
| Женски | 0                         | 0                             | 0                                    | 0                    | 0                             |
| УКУПНО | 0                         | 1                             | 1                                    | 0                    | 0                             |
| Пол    | Остале услужне активности | Приватна домаћинства          | Екстериторијалне организације и тела | Непознато            | Непознато                     |
| Мушки  | 0                         | 0                             | 0                                    | 0                    | 0                             |
| Женски | 1                         | 0                             | 0                                    | 0                    | 0                             |
| УКУПНО | 1                         | 0                             | 0                                    | 0                    | 0                             |